# Palacio de la Torre
La Casa del Capitán Gómez de Cifuentes más conocida como el Palacio de la Torre es una mansión colonial española neoclásica del centro de Tunja, declarada patrimonio nacional. Actualmente es la sede de la Gobernación del departamento de Boyacá

## Historia
Es una de las principales obras arquitectónicas de la ciudad. Fue construida por Gómez de Cifuentes con la particularidad de su torre morisca del estilo del Monasterio de El Parral, en honor a su esposa Isabel de Contreras, de origen segoviano. Conservada intacta hasta 1939, donde fue remodelada en estilo neoclásico Republicano con aire francés, aunque se conservaron algunas columnas toscanas. En calidad de museo, conserva los lienzos de los 13 presidentes boyacenses y de 88 gobernadores departamentales.